# Soltaniyeh
Soltaniyeh (persiska: سلطانيه), som ligger i provinsen Zanjan i nordvästra Iran, är huvudort i delprovinsen Soltaniyeh. Den var en gång huvudstad i Ilkhanatet på 1300-talet. Namnet betyder "den kejserliga". 2005 blev Soltaniyeh klassat som ett världsarv.
Den största sevärdheten bland Soltaniyehs många ruiner är mausoleet efter Ilkhanatets regent Öljaitü (på persiska اولجايتو), traditionellt känt som Soltaniyehkupolen.
Byggnadsverket, uppförd mellan år 1302 och 1312, har det äldsta tvåskaliga kupolvalvet i världen. Dess betydelse i den muslimska världen kan jämföras med Filippo Brunelleschis kupol i den kristna arkitekturen. Kupolen banade väg för mer vågade muslimska kupolkonstruktioner, såsom Khoja Ahmed Yasawis mausoleum och Taj Mahal. Många av de exteriöra dekorationerna har försvunnit, men interiören har än idag enastående mosaiker, fajanser och muralmålningar. Påven har beskrivit byggnaden som "en försmak av Taj Mahal".
Kupolvalvet, som uppskattas väga 200 ton, är 49 meter högt och genomgår för närvarande[när?] en omfattande renovering.

## Galleri

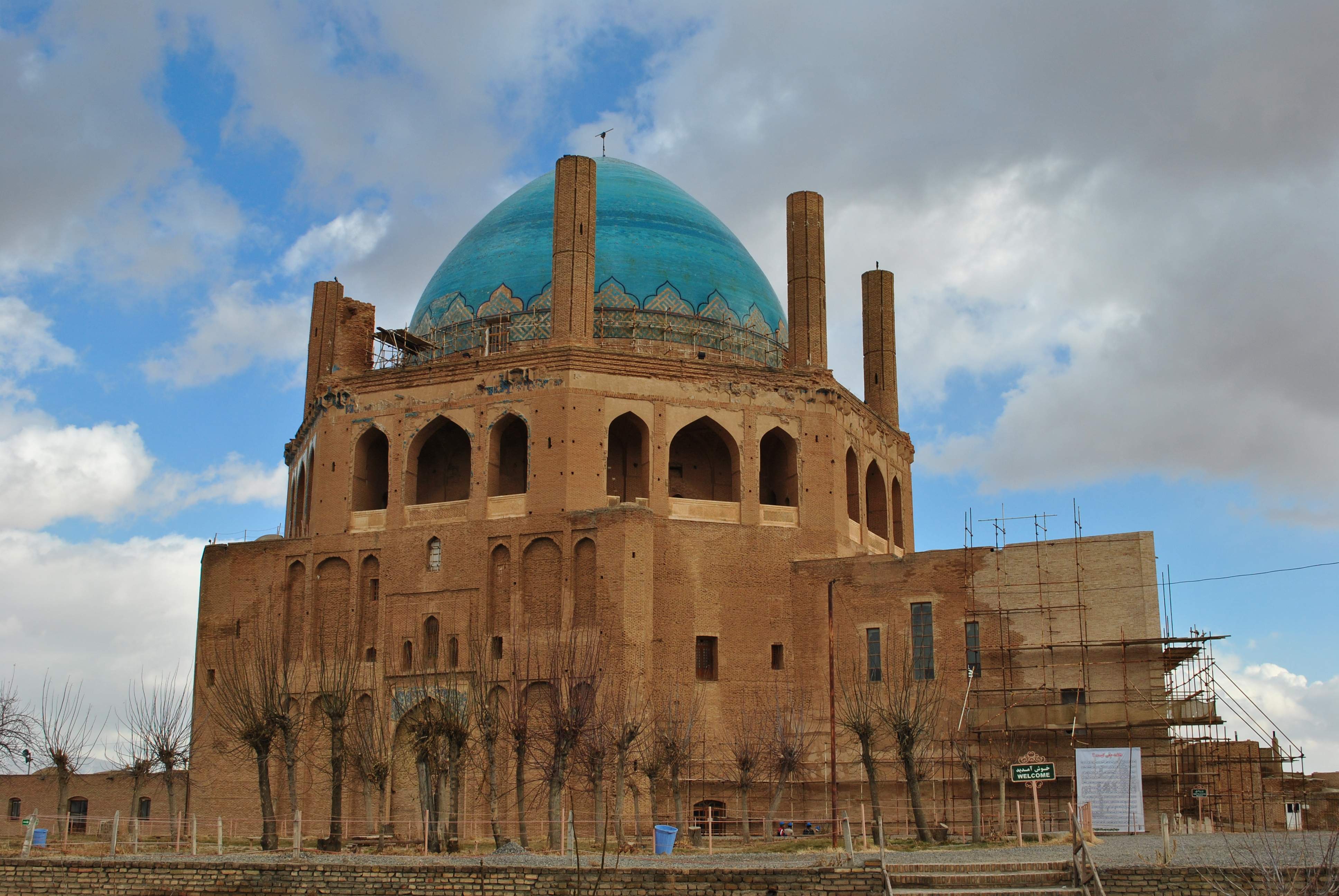
Soltaniyehs kupol.